# Curt Schnecker

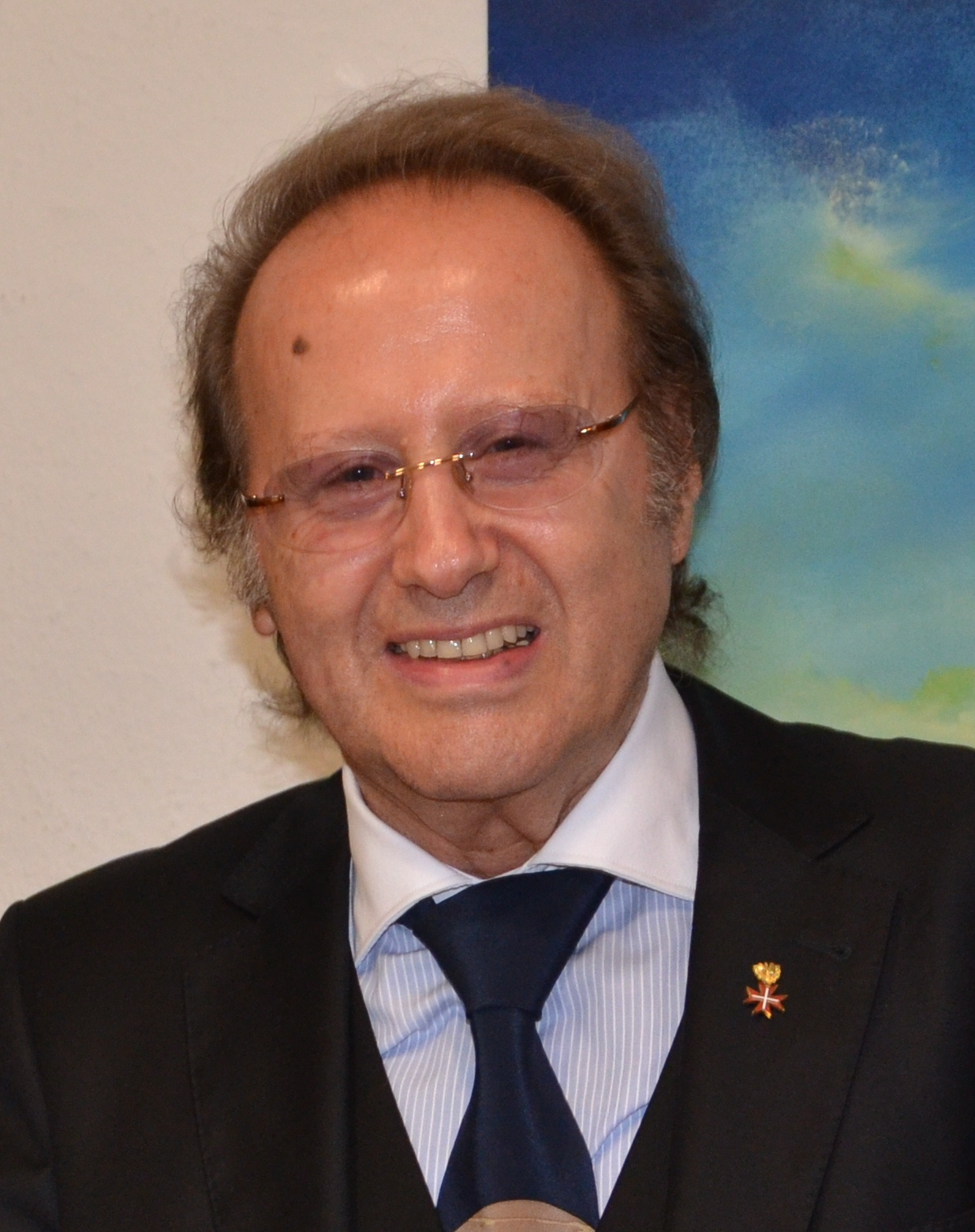
Curt Schnecker

Curt Schnecker (* 1. November 1934 in Graz) ist ein österreichischer Kulturfunktionär.

## Leben
Seine schulische Ausbildung erhielt er in der steirischen Landeshauptstadt Graz, welche er 1954 mit der Matura abschloss. Als Mittelschüler nahm er Sprech-, Schauspiel- und Gitarrenunterricht, er gehörte zur Theatergruppe „Die Spielvögel“, war ebenso Mitglied der „Styrian-Bigband“ und als „Stimme der Jugend“ im Radio Graz präsent.
Sein Eintritt in das Berufsleben erfolgte 1954, wobei er es in der Landes-Hypothekenanstalt für Steiermark bis zum Direktionsrat brachte. Ab 1974 war er alleinverantwortlicher Organisator und Manager für das künstlerische Ausstellungswesen sowie den Ankauf von Kunstwerken durch die Landeshypothekenbank Steiermark. Die Kunstsammlung erreichte bald einen Stand von mehr als 800 Exponaten.
1984 wurde er in den Vorstand des Steiermärkischen Kunstverein Werkbund aufgenommen und 1999 zum Präsidenten ernannt. Dabei handelt es sich um die älteste und zahlenmäßig größte Künstler- und Kunstfreundevereinigung der Steiermark.
Weiters ist er Generalsekretär der „Aktion Künstlerhilfe“ und Vorstandsmitglied des Europazentrums Graz sowie der österreichisch-slowenischen und der kulturgeschichtlichen Gesellschaft am Joanneum. Seiner Initiative war es auch zu verdanken, dass der Steiermärkische Kunstverein Werkbund als einziger österreichischer Verein in die bei der EU in Brüssel akkreditierte „EURO ART“ aufgenommen wurde.
Unter seiner Führung finden Ausstellungen auf lokaler (Künstlerhaus Graz und Werkbundgalerie – gegründet 1994), regionaler (steir. Bezirkshauptstädte) und internationaler Ebene (Slowenien, Ungarn, Italien, Frankreich, Deutschland, Belgien, Holland, England usw.) statt. 1999 wurde Curt Schnecker zum Vizepräsidenten der Euro Art ernannt. Als deren Vizepräsident konnte er im Kulturhauptstadtjahr Graz 2003 das gemeinsame Kunstprojekt „Urban Space – Nature Space“ im Grazer Künstlerhaus realisieren.
Mit dieser Ausstellung konnte der Steiermärkische Kunstverein Werkbund einen bedeutenden Beitrag zum europäischen Kulturhauptstadtjahr Graz 2003 leisten. Das Künstlerhaus Graz wurde von fünf Grazer Kunstvereinen gegründet, die daraufhin das Recht erhielten, ein halbes Jahr pro Jahr Ausstellungen im Künstlerhaus durchzuführen. Dir. Rat Curt Schnecker war jener Präsident der Steiermärkischen Kunstvereine Werkbund, der diese Tradition stets gepflegt hat und bis 2019 die Ausstellungstätigkeit aufrechterhalten konnte. Ab der Umbautätigkeit des Künstlerhauses unter Landesrat Christian Buchmann wurden die Ausstellungsmöglichkeiten der Gründervereine eingeschränkt.
- 1987–1997 Jurymitglied der Steiermärkischen Landesregierung zum jährlichen Würdigungspreis des Landes Steiermark für bildende Kunst
- Seit 1989 Vorstandsmitglied der Österreichisch-Slowenischen sowie der Kulturgeschichtlichen Gesellschaft in Graz
- Seit 1996 Generalsekretär der Aktion Künstlerhilfe der Landeshauptstadt Graz
- Seit 1997 Vorstandsmitglied des Europazentrums Graz
- Seit 1998 Präsident der Ernst und Rosa von Dombrowski-Stiftung, eine der größten Privatstiftungen Österreichs für Bildende Künstler, Literaten und Komponisten
- 1994 Gründung der ersten werkbundeigenen Galerie in Graz, vornehmlich der Förderung des Künstlernachwuchses sowie internationaler Künstlergäste gewidmet. Geschäftsführung seit Gründung.
- 2009 Vizepräsident der Österr.-Slowenischen Gesellschaft
- 2000 bis 2020 Präsident des Steiermärkischen Kunstvereins Werkbund[3][4]

## Ehrungen
- 1987 Silbernes Ehrenzeichen der Stadt Graz für besondere Verdienste auf kultureller Basis[5]
- 1989 Großes Ehrenzeichen des Landes Steiermark für besondere Verdienste und Leistungen auf kultureller Ebene[6]
- 2000 Goldenes Ehrenzeichen der Landeshauptstadt Graz[7]
- 2005 Goldenes Ehrenzeichen für Verdienste um die Republik Österreich
- 2007 Ernennung zum „Bürger der Landeshauptstadt Graz“

## Werke
- Couleurage. MLD, maribor, 2008, ISBN 978-961-6483-57-5